# Kathleen Heddle
Pour les articles homonymes, voir Heddle.
Kathleen Joan Heddle est une rameuse canadienne née le 27 novembre 1965 à Trail (Colombie-Britannique) et morte le 11 janvier 2021 à Vancouver.

## Biographie
Elle dispute les épreuves d'aviron aux Jeux olympiques d'été de 1992 à Barcelone. Elle y remporte deux médailles d'or, l'une en huit (avec Kirsten Barnes, Megan Delehanty, Shannon Crawford, Jessica Monroe, Kay Worthington, Brenda Taylor, Marnie McBean et la barreuse Lesley Thompson-Willie), et l'autre en deux sans barreur (avec Marnie McBean). En 1996 à Atlanta, elle est médaillée d'or en deux de couple avec Marnie McBean et médaillée de bronze en quatre de couple avec Laryssa Biesenthal, Marnie McBean et Diane O'Grady.

## Palmarès

### Jeux olympiques
- Jeux olympiques d'été de 1992 à Barcelone,  Espagne
  -  Médaille d'or en huit
  -  Médaille d'or en deux sans barreur

- Jeux olympiques d'été de 1996 à Atlanta,  États-Unis
  -  Médaille d'or en deux de couple
  -  Médaille de bronze en quatre de couple

### Championnats du monde
- Championnats du monde d'aviron 1995 à Tampere,  Finlande
  -  Médaille d'or en deux de couple
  -  Médaille d'argent en quatre de couple

- Championnats du monde d'aviron 1994 à Indianapolis,  États-Unis
  -  Médaille d'argent en deux de couple

- Championnats du monde d'aviron 1991 à Vienne,  Autriche
  -  Médaille d'or en huit
  -  Médaille d'or en deux sans barreur